# Naizin
Naizin (en bretón Neizin) era una comuna francesa situada en el departamento de Morbihan, de la región de Bretaña, que el 1 de enero de 2016 pasó a ser una comuna delegada de la comuna nueva de Évellys al fusionarse con las comunas de Moustoir-Remungol y Remungol.

## Demografía
| Gráfica de evolución demográfica de Naizin entre 1800 y 2013 |
|                                                              |

Los datos demográficos contemplados en este gráfico de la comuna de Naizin se han cogido de 1800 a 1999 de la página francesa EHESS/Cassini, y los demás datos de la página del INSEE.